# Stéphane Dumas
Pour les articles homonymes, voir Stéphane Dumas (homonymie) et Dumas.
Stéphane Dumas, né le 14 septembre 1978 à Sanary-sur-Mer est un joueur puis entraîneur français de basket-ball. Pendant sa carrière de joueur, il évolue au poste de meneur.

## Biographie
Il passe quatre saisons à Limoges de 1996 à 2000. Il quitte Limoges l’année du triplé Coupe Korać, coupe de France et titre de champion de France pour l’Espagne. Après 11 ans de l’autre côté des Pyrénées, dont les quatre dernières au CB Valladolid en Liga ACB, en 2012 il revient en France, à la JL Bourg Basket.
En juillet 2020, il devient adjoint de l'entraîneur Porfirio Fisac (es) au CB Gran Canaria, club espagnol de première division.

## Palmarès
- All-Star LNB 1999
- Vainqueur de la Coupe Korać en 2000
- Vainqueur de la Coupe de France en 2000
- Champion de France de Pro A en 2000
- Vainqueur de la Copa del Rey en 2004
- Champion d'Espagne de LEB Oro en 2009